# As-Sahab
As-Sahab (As-Sahab organisatie voor Islamitische media uitgave, Arabisch: السحاب, De Wolk) is een door Al Qaida bestuurde organisatie die zich bezighoudt met het produceren van Al Qaida-propagandamateriaal als documentaires, films, en audioboodschappen. Enkele video's uitgegeven door As-Sahab zijn:
- Knowledge is for Acting Upon - Een documentaire over de aanslagen op 11 september 2001 met onder andere de videotestamenten van twee van de vliegtuigkapers Hamza al-Ghamdi en Wail al-Shihri

- The Knights of the London raids - Een documentaire over de terroristische aanslagen in Londen van 7 juli 2005 met onder andere de videotestamenten van twee van de daders Shehzad Tanweer en Muhammad Siddique Khan

- Drie interviews met Ayman al-Zawahiri, een uitnodiging naar Islam van het Amerikaanse tot de Islam bekeerde Al Qaida-lid Adam Yahiye Gadahn, en een aantal audio- en videoboodschappen van Osama bin Laden.